# Hacukaiči
Hacukaiči (japonsky 廿日市市) je město v prefektuře Hirošimě v Japonsku. K roku 2018 v něm žilo přes 115 tisíc obyvatel.

## Poloha
Hacukaiči leží na jihozápadě největšího japonského ostrova Honšú východně od Iwakuni a západně od Hirošimy; na pobřeží Vnitřního moře.

## Dějiny
Město Hacukaiči vzniklo 1. dubna 1988.

### Rodáci
- Nobujuki Hijama (*1967), dabér

## Pamětihodnosti
Na území města na pobřeží stejnojmenného ostrova leží šintoistická svatyně Icukušima.